# عطا الله منغال
سردار عطا الله خان منغال (بالأردية:  سردار عطااللہ خان مینگل)، المعروف شعبيا باسم عطا الله منغال، هو شخصية سياسية وإقطاعية معروفة في باكستان من مقاطعة بلوشستان. قاد حملة قومية انفصالية في باكستان لأكثر من أربعة عقود. وهو رئيس قبيلة شاهيزاي مانغال.
ولد في عام 1929 في واد، وأصبح أول رئيس وزراء لبلوشستان خلال عهد ذو الفقار علي بوتو من 1 مايو 1972 إلى 13 فبراير 1973. كان من المرشحين لمنصب رئيس باكستان بعد استقالة برويز مشرف.
في عام 1958 انضم عطا الله منغال إلى حزب عوامي الوطني (ولي) لخان عبد الولي خان وطوروا صداقة وثيقة مع والي خان، وفي الانتخابات العامة لعام 1970 اجتاح حزب عوامي الوطني مقاطعتي بلوشستان والمقاطعة الحدودية الشمالية الغربية، وبالتالي أصبح عطا الله منغال أول رئيس وزراء في بلوشستان. ولكن بعد تسعة أشهر فقط من تشكيل الحكومة أسقطها ذو الفقار بوتو، حيث استخدم إدعاء أكبر بوجتي بأن نظام منغال أراد تفكيك باكستان واستقلال بلوشستان، وسُجن عطا الله منغال وجول خان نصير وعدد من السياسيين، ثم أُطلق سراحهم عندما أطاح ضياء الحق بحكومة بوتو بعد أربع سنوات من السجن.
ثم أصبح مير جول خان نصير رئيسًا للحزب في بلوشستان بينما نُفِى عطا الله في لندن. في عام 1996 عاد عطا الله منغال إلى باكستان وشكل حزب بلوشستان الوطني (منغال).